# Жестовый язык Миякубо
Жестовый язык Миякубо (яп. 宮窪手話 миякубо сюва) — деревенский жестовый язык, возникший в японском городке Миякубо на севере острова Осима (сейчас поселение входит в состав города Имабари).
В 2016 году численность населения Миякубо составляла 2736 человек, из которых 20 были глухими. Доля неслышащих людей составляет 0,66 %, что существенно выше, чем в среднем по Японии, хотя и ниже, чем в иных сообществах деревенских жестовых языков. 
Возникновение языка связывают с рыболовством, в которое были вовлечены как слышащие, так и глухие жители городка. Жестовым языком Миякубо пользовались не менее трёх поколений носителей, однако остаётся неизвестным, когда именно началось его формирование. Известно, что жест «одна иена» включает изображение бороды, что является отсылкой к купюре в одну иену, печатавшейся с 1889 по 1958 год — на ней был изображён бородатый полководец Такэноути-но Сукунэ. 
По данным 2018 года, жестовым языком Миякубо владели 20 глухих и не менее 50 слышащих жителей поселения. Язык используется в окрестностях местного порта под названием Хама (яп. 浜, «пляж»), который играет важную роль в рыболовном промысле, а также небольшое количество носителей проживает в других районах Миякубо. Многие носители языка принадлежат к одной из трёх семей, среди членов которых высокая доля глухих людей.
В настоящее время язык находится под угрозой исчезновения. Неслышащие представители младшего поколения посещают специализированную школу, где изучают японский жестовый язык. При общении со старшими родственниками они пользуются жестовым языком Миякубо, но в разговорах между собой могут использовать переключение кодов или чистый японский жестовый язык. В начале 2000-х был построен мост, который связал остров Осима с Хонсю, что повысило мобильность населения. Слышащие стали реже пользоваться жестовым языком: часть из них трудоустроились в других регионах Японии и больше не работали вместе с глухими; некоторые вступили в брак с партнёрами родом не из Миякубо и потому перестали посещать городские мероприятия для неслышащих, где требуется владение жестовым языком.
С лингвистической точки зрения жестовый язык Миякубо примечателен средствами выражения грамматического времени. Во многих жестовых языках, в том числе в японском, встречается дейктическая «временна́я линия» в пространстве, ориентированная относительно тела говорящего, с помощью которой он может сослаться на момент в прошлом, настоящем или будущем. Распространённой является линия, направленная вперёд от говорящего, так что пространство за его спиной используется для ссылки на событие в прошлом, а пространство перед ним — для ссылки на будущий момент времени. В Миякубо «временная линия» тоже используется, однако направлена от активной руки говорящего до середины его тела и позволяет ссылаться на моменты в прошлом и настоящем. Для обозначения будущего времени используются другие средства: жесты «спать», «думать» и «следующий». Кроме того, используется ещё одна временная линия, которая имитирует дневной путь солнца по небу с востока на запад. Чтобы сослаться на конкретное время суток, говорящий может показать рукой положение солнца в обозначаемый момент.